# Liste der Monuments historiques in Rivière-les-Fosses
Die Liste der Monuments historiques in Rivière-les-Fosses führt die Monuments historiques in der französischen Gemeinde Rivière-les-Fosses auf.

## Liste der Immobilien
| Bezeichnung    | Beschreibung | Standort                    | Kennzeichnung | Schutzstatus | Datum     | Bild |
| -------------- | --- | --------------------------- | ------------- | ------------ | --------- | ---- |
| Friedhofskreuz | aus dem 15. Jahrhundert | Rue du Gauchot (Lage)       | PA00079200    | Classé       | 1909      |      |
| Festes Haus    | festes Haus, 17. Jahrhundert; zwei Türme und Stützmauern der Gartenterrassen, erste Hälfte des 16. Jahrhunderts; mit Teilen der Innenausstattung | 2 rue des Charrières (Lage) | PA00079201    | Inscrit      | 1972 1989 |      |

## Liste der Objekte
| Bezeichnung                                | Beschreibung | Standort                       | Kennzeichnung | Schutzstatus | Datum | Bild |
| ------------------------------------------ | --- | ------------------------------ | ------------- | ------------ | ----- | ---- |
| Skulptur Heiliger Mamas                    | Holz, farbig gefasst und vergoldet, 17. Jahrhundert                                                                              | in der Kirche St-Mammès (Lage) | PM52001828    | Inscrit      | 1974  |      |
| Skulptur Heiliger Josef                    | Holz, farbig gefasst, 18. Jahrhundert                                                                                            | in der Kirche St-Mammès (Lage) | PM52001047    | Classé       | 1971  |      |
| Skulptur Heilige Katharina von Alexandrien | mit Sockel und Nische; Holz, farbig gefasst, 18. Jahrhundert                                                                     | in der Kirche St-Mammès (Lage) | PM52001046    | Classé       | 1971  |      |
| Hauptaltar                                 | Altartisch, Altaraufbau, Tabernakel und Exposition; Holz, farbig gefasst und vergoldet, 18. Jahrhundert                          | in der Kirche St-Mammès (Lage) | PM52001829    | Inscrit      | 1974  |      |
| Gemälde Stiftung des Rosenkranzes          | Ölfarbe auf Leinwand, 17. Jahrhundert                                                                                            | in der Kirche St-Mammès (Lage) | PM52001830    | Inscrit      | 1980  |      |
| Skulptur Maria immaculata                  | Marmor, 18. Jahrhundert | in der Kirche St-Mammès (Lage) | PM52001045    | Classé       | 1908  |      |
| Marienaltar                                | linker Seitenaltar; Altartisch, Altaraufbau, Retabel und zwei Leuchterengel; Holz, farbig gefasst und vergoldet, 18. Jahrhundert | in der Kirche St-Mammès (Lage) | PM52001045    | Classé       | 1979  |      |